# دانيال بريفرمان
دانيال بريفرمان (بالإنجليزية: Daniel Braverman)‏ هو لاعب كرة قدم أمريكية أمريكي، ولد في 28 سبتمبر 1993 في ميرامار في الولايات المتحدة.

## وصلات خارجية
- دانيال بريفرمان على موقع مرجع كرة القدم المحترفة.كوم (الإنجليزية)